# غرابوفاك (فليكا كلادوشا)
غرابوفاك (السيريلية : Грабовац) هي قرية في البوسنة والهرسك. وهي تقع في بلدية فليكا كلادوشا التابعة لUna-سانا كانتون في اتحاد البوسنة والهرسك. طبقا لنتائج التعداد السكاني للبوسنة عام 2013، فقد كان عدد سكانها 757 نسمة.

## التركيبة السكانية

### التطور التاريخي للسكان
| 1961 | 1971 | 1981 | 1991 | 2013 |
| ---- | ---- | ---- | ---- | ---- |
| 431  | 631  | 697  | 686  | 757  |

## وصلات خارجية
- (بالإنجليزية) Maplandia